# Acid sulfurơ
Acid sulfurơ (công thức hóa học: {\displaystyle {\ce {H2SO3}}}; dạng đầy đủ: {\displaystyle {\ce {(OH)2SO}}}) là tên gọi để chỉ dung dịch lưu huỳnh dioxide (SO2) trong nước. Không có chứng cứ nào cho thấy sự tồn tại của các phân tử acid sunfurơ trong dung dịch. Nó cũng không thể cô đọng dưới dạng tinh chất, do khi đun sôi thì acid sulfurơ bị giải phóng dưới dạng lưu huỳnh dioxide và dung dịch chỉ còn lại nước. Nó phản ứng với tất cả các chất kiềm để tạo ra các muối bisulfit và sulfit.
Phân tích quang phổ Raman của dung dịch lưu huỳnh dioxide trong nước chỉ thể hiện các tín hiệu cho thấy sự tồn tại của các phân tử SO2 và các ion bisulfit, HSO3−. Cường độ của các tín hiệu phù hợp với cân bằng hóa học sau:
SO2 + H2O → HSO3− + H+
Ka = 1,54x10−2 L/mol; pKa = 1,81.
Nguyên tử hydro trong các ion bisulfit liên kết với nguyên tử lưu huỳnh mà không liên kết với nguyên tử oxy giống như trong các trường hợp thông thường của các oxyanion. Nó được thể hiện trong trạng thái rắn bằng tinh thể học tia X và trong dung dịch bằng quang phổ Raman (ν(S–H) = 2500 cm−1). Tuy nhiên, nó có tính acid do cân bằng sau:
HSO3− → SO32− + H+
Ka = 1,02x10−7 L/mol; pKa = 6,91.
Các dung dịch của lưu huỳnh dioxide ("acid sulfurơ") cùng các muối bisulfit và sulfit được sử dụng như là các chất khử cũng như làm chất tẩy uế. Chúng cũng là các chất tẩy trắng nhẹ, được sử dụng cho các vật liệu dễ bị tổn hại bởi các chất tẩy trắng gốc chlor.

## Điều chế
Do khí SO2 bền và tan dễ dàng trong nước nên người ta thường điều chế bằng cách hòa tan lưu huỳnh dioxide vào nước:
SO2 + H2O →  H2SO3